# Garth Smith (bajista)
Garth Smith, o simplemente llamado Garth, llamado realmente Garth Davies, fue el bajista original de la banda punk Buzzcocks. Con su verdadero nombre, acompañó a la banda en su primer concierto, en la Escuela Politécnica de Bolton, donde los miembros fundadores, el cantante Howard Devoto y el guitarrista Pete Shelley eran estudiantes, el 1 de abril de 1976.
Se reunió con la banda a comienzos de 1977, después que Devoto dejó la banda, haciéndose llamar Garth Smith, o simplemente Garth. Con Shelley como cantante a la vez que guitarrista, Garth, participó en las siguientes grabaciones en vivo y en estudio qaue hiciera la banda: en los distintos compilados en concierto Live At The Roxy y Short Circuit, las primeras Peel Sessions de la banda, y el primer sencillo, Orgasm Addict. Por noviembre de 1977, es expulsado de la banda debido a su adiccioón al alcohol, y se va a Nueva York, donde en 1979 o 1980 se une a otra banda, Dirty Looks.
Actualmente su paradero es desconocido, siendo en 1988 la última vez que se supo de él, cuando le envió un mensaje de condolencias a Pete Shelley por la muerte de su padre.